# Dilenijevke
Dilenijevke (lat. Dilleniaceae), biljna porodica u vlastitom redu Dilleniales kojoj pripada jedanaest rodova s preko 500 vrsta. Ime je dobila po rodu vazdazelenog korisnog drveća dilenija (Dillenia) iz suptropskih i tropskih krajeva Azije, Australazije i otoka u Indijskom oceanu.
Cronquist je u red Dilleniales svrstao unutar podrazreda Dilleniidae s porodicama Dilleniaceae i božurovke (Paeoniaceae), dok Takhtajan u ovaj red uključuje samo porodicu Dilleniaceae.

## Opis
Dilleniaceae, porodica su cvjetnica (red Dilleniales), s 11 rodova i oko 300 vrsta drveća, grmlja i drvenaste loze (ili rijetko bilja) tropskog i suptropskog područja. Brojne vrste, osobito one iz roda Hibbertia, koriste se kao ukrasne biljke.
Taksonomski, Dilleniaceae ima šarenu povijest. Prije se smatralo evolucijskom vezom između "primitivnijih" Magnoliales (red magnolija) i nekoliko "naprednijih" redova kao što su Theales (red čaja ili kamelija) i Violales (red ljubičica). Međutim, u sustavu botaničke klasifikacije Angiosperm Phylogeny Group II (APG II) iz 2003., Theales je premješten u Ericales, Violales je premješten u Malpighiales, a niti jedan od tri reda (Magnoliales, Ericales i Malpighiales) ne smatra se osobito bliskim Dilleniaceae. Kao red, Dilleniales ponekad uključuje Paeoniaceae (porodica božura), ali ova se porodica sada tretira kao član Saxifragales (red kamenikolike). Iako je sustav APG III iz 2009. uklonio Dilleniaceae iz Dilleniales, a njegov položaj unutar jezgre eudikota bio je neizvjestan, sustav APG IV iz 2016. ponovno je uspostavio redoslijed u jezgri eudikota.
Dilleniaceae su prepoznatljive po često jakim i paralelnim sekundarnim žilama koje idu ravno u zube lista. Fina venacija nalik ljestvama prilično je česta u porodici; lisna plojka je često gruba; a kora je često bogato smeđa. Drške (cvjetne stabljike) ostaju i nakon što cvjetovi otpadnu. Cvjetovi su radijalno simetrični i obično dvospolni, s tri do mnogo (ali obično pet) preklapajućih čašica, obično pet preklapajućih latica koje su zgužvane u pupoljcima, brojnim prašnicima i nekoliko odvojenih struktura koje nose ovule (karpele), od kojih se svaka razvija u sjajnu folikul s jednim do više sjemenki prekrivenih mesnatim vijencem.
Pripadnici Dilleniaceae prilično su varijabilni u načinu na koji rastu, a to posebno vrijedi za Hibbertiju. Neke vrste Hibbertia su biljke suhih i otvorenih staništa; imaju vrlo reducirano lišće i spljoštene stabljike koje su glavni fotosintetski organ biljke. Hibbertia također ima izuzetno varijabilne cvjetove. Općenito, cvjetovima Dilleniaceae nedostaju nektarije i vjerojatno ih obično posjećuju općeniti oprašivači. Sjemenke arila vjerojatno raznose ptice, ali kod nekih vrsta Dillenia plodovi su potpuno okruženi čašicama koje nakon cvatnje enormno narastu. D. indica ima plodove veličine topovskog zrna, koje mogu raspršiti slonovi.
Veći rodovi u redu uključuju Hibbertia (115 vrsta), koja raste od Madagaskara do Fidžija (više od 100 vrsta raste u Australiji), Dillenia (60 vrsta), raste od Madagaskara do Australije, Tetracera (40 vrsta), raste kroz veći dio Indo-Malezija (vidi Malezijsko potkraljevstvo), i Doliocarpus (40 vrsta) i Davilla (20 vrsta), oba ograničena na Neotropike.
Nekoliko vrsta Dillenia korisne su zbog drva i kao izvor tanina. D. indica, drvo porijeklom iz jugoistočne Azije, ali široko rasprostranjeno drugdje, cijenjeno je zbog svojih mirisnih cvjetova i plodova s okusom limuna koji se koriste u želeima i curryjima. Plodovi drugih vrsta iz roda imaju sličnu upotrebu. Nekoliko vrsta Hibbertije uzgaja se kao ukrasno bilje, posebice H. scandens, drvenasta loza sa žutim cvjetovima neugodnog mirisa, koja se uglavnom uzgaja u toplim područjima ili u staklenicima.

## Rodovi
1. Genus Acrotrema Jack, 1820
2. Genus Curatella Loefl., 1759
3. Genus Davilla Vand., 1788
4. Genus Didesmandra Stapf, 1900
5. Genus Dillenia L., 1753
6. Genus Doliocarpus Rol., 1756
7. Genus Hibbertia Andrews, 1800; hibercija, Rod vazdazelenog grmlja i penjačica
8. Genus Neodillenia Aymard, 1997
9. Genus Pinzona Mart. & Zucc., 1832
10. Genus Schumacheria Vahl, 1810
11. Genus Tetracera L., 1753

## Ugrožene vrste
1. Dillenia triquetra (Rottb.) Gilg, kritično ugrožena,  Šri Lanka
2. Hibbertia bouletii J.M. Veillon kritično ugrožena, Nova Kaledonija
3. Hibbertia favieri J.M. Veillon, kritično ugrožena, Nova Kaledonija
4. Hibbertia margaretiae J.M. Veillon, ugrožena, Nova Kaledonija, status nepoznat
5. Hibbertia tontoutensis Guillaumin, ugrožena, Nova Kaledonija
6. Schumacheria alnifolia Hook. fil. & Thoms. ugrožena, Šri Lanka